# برنهارد ليبرت
برنهارد ليبرت (بالألمانية: Bernhard Lippert)‏ (12 مارس 1962 في ألمانيا - ) هو مدرب كرة قدم ولاعب كرة قدم ألماني في مركز الوسط. لعب مع روت-فايس فرانكفورت وغرويتر فورت.

## وصلات خارجية
- برنهارد ليبرت على موقع قاعدة بيانات كرة القدم.إي يو (الإنجليزية)